# 洗足儿童短期大学
洗足儿童短期大学（日语：／ Senzoku Kodomo Tanki Daigaku *），简称洗短，是一所位于日本神奈川县川崎市高津区的私立短期大学。前洗足学园短期大学（日语：／ Senzoku Gakuen Tanki Daigaku *）。

## 概要

### 简介
- 学校最早可以追溯到1924年[1][2]。短期大学为于1962年开办[2]、由学校法人洗足学园经营。为男女同校[3]。

### 历史
- 1962年 洗足学园短期大学成立并同时设置一个学科即音乐科[2]。
- 1964年 音乐专攻成立于专科[4]。
- 1965年 两个学科成立、以下列举[2]。
  - 英文科（招生到于2005年、停办于2007年）[5]
  - 幼儿教育科
- 1968年 两个专攻成立于专科、以下列举[2]。
  - 幼儿教育专攻
  - 英文专攻
- 1976年 音乐科分离为两个专攻（各自招生到于1999年、正式停办于2003年）、以下列举[5]。
  - 器乐专攻
  - 声乐专攻
- 2005年 幼儿教育科改名为幼儿教育保育科[2]。
- 2010年 改校名为洗足儿童短期大学[2]。

### 宪章
- 请参看洗足儿童短期大学的标志 （日語） 2014年2月24日阅览。

## 学校环境
- 校区：在神奈川县川崎市高津区

## 历任校长
- 前田澄子：第一代短期大学校长[2]
- 万代晋也：现在短期大学校长[6]

## 组织

### 学科
- 幼儿教育保育科

### 前学科
| - 音乐科 - 器乐专攻 - 声乐专攻 - 英文科 - 幼儿教育科 |

### 专科
| - 音乐专攻 - 幼儿教育专攻 - 英文专攻 |

### 业余课程
| - 没有 |

### 附属机关
| - 图书馆 - 保育・育儿研究所 |

## 相关链接
- 日本短期大学列表
- 洗足学园鱼津短期大学：已停办